# Zantigo
O Zantigo é uma cadeia americana de restaurantes de fast food que serve comida mexicana. Começou a funcionar em 1969 em Minneapolis, Minnesota, como Zapata. Com mais de 80 estabelecimentos no seu auge, a Zantigo, juntamente com a sua empresa irmã/parente Kentucky Fried Chicken, foi vendida à PepsiCo, tendo a primeira sido fundida com a Taco Bell em 1986. O Zantigo foi restabelecido uma década mais tarde sob nova propriedade no mercado das Cidades Gêmeas.

## Cadeia Zantigo original (1969–1987)

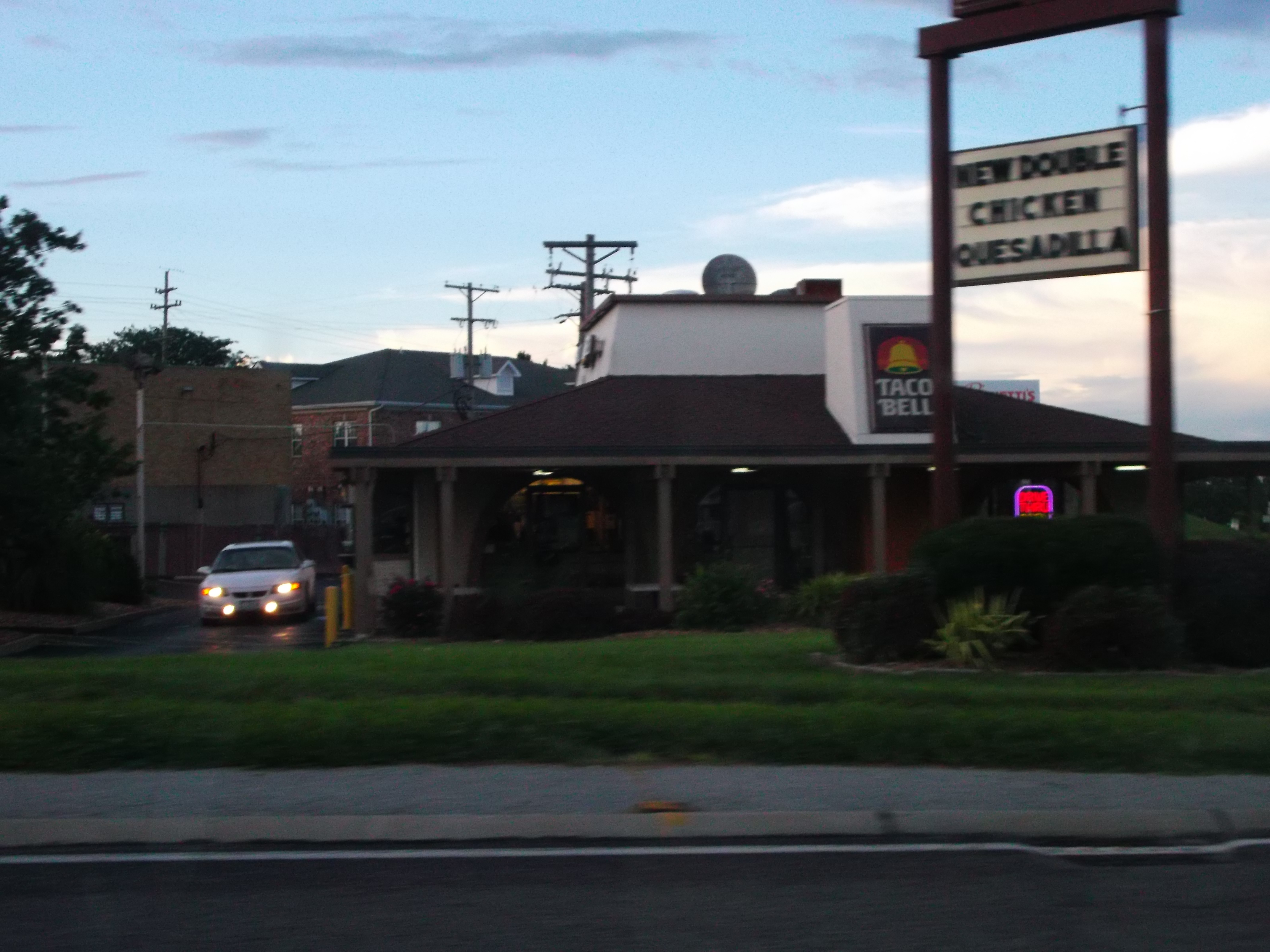
Um antigo Zantigo em St. Louis, Missouri, ocupado pelo Taco Bell em 2013. Este local foi entretanto encerrado.

O Zantigo foi fundado em 1969 como Zapata por Marno McDermott, que mais tarde seria o cofundador de outra cadeia mexicana, a Chi-Chi's. Em 1974, McDermott vendeu Zapata a Heublein, proprietários na altura da KFC (a linha de produtos de comida mexicana caseira de Zapata passou a chamar-se Ortega nessa altura). Em 1976, a cadeia de restaurantes mexicanos de fast food Zapata passou a chamar-se Zantigo. Os anúncios televisivos de Zantigo apresentavam um narrador mexicano-americano com sotaque que terminava os anúncios com o slogan: “Zantigo - you'll be back, amigo.”
Em 1977, foi noticiado que as vendas médias anuais de uma loja Zantigo, US$ 300.000, excediam as de uma loja Taco Bell, US$ 230.000, e a Zantigo, sediada em Louisville, estava ansiosa por desafiar a Taco Bell no mercado. Mas em 1980, a KFC suspendeu os planos de expansão da Zantigo para se concentrar no seu negócio principal, o Kentucky Fried Chicken. A Heublein foi adquirida pela R.J. Reynolds Tobacco Company em 1982. Após a aquisição da Nabisco pela Reynolds em 1985, a nova empresa, RJR Nabisco, desfez-se de muitas atividades. Em 1986, a KFC foi vendida à PepsiCo por US$ 850 milhões. Uma vez que a Pepsi já era proprietária de uma cadeia nacional de comida mexicana, a Taco Bell, foi tomada a decisão de encerrar ou converter todos os restaurantes Zantigo existentes, que eram 82 desde o anúncio de 1 de outubro de 1986. A conversão ficou concluída em finais de 1987 e o nome Zantigo desapareceu.
Em muitos casos, as lojas Zantigo existentes encontravam-se em melhores localizações ou em melhores condições físicas do que as lojas Taco Bell situadas nas proximidades. Assim, a maior parte das lojas Zantigo foram rebatizadas como Taco Bell e as lojas Taco Bell mais próximas fecharam. Isto levou a que a cadeia Taco Bell adotasse muitos dos pormenores arquitetônico distintivos do design Zantigo nos novos edifícios dos restaurantes Taco Bell.
O Zantigo tinha vários itens de menu únicos, incluindo o Chilito, o Taco Burrito e o Chips 'n' Cheese. Destes, o Chilito foi transferido pelo Taco Bell nos antigos mercados Zantigo e foi promovido a um item de toda a cadeia, mais tarde renomeado “Chili-cheese Burrito”.

## Nova cadeia Zantigo (1996–presente)
Uma nova cadeia Zantigo, que oferece grande parte do menu original e é propriedade de um antigo gerente do Zantigo e do seu irmão, abriu três restaurantes no Minnesota em 1996 e tem atualmente quatro locais no Minnesota: Bloomington, Fridley, St. O restaurante mais recente, uma antiga estrutura intacta do Zapata/Zantigo, situa-se na West 7th Street e Davern, em St. Paul.